# Maria Keil

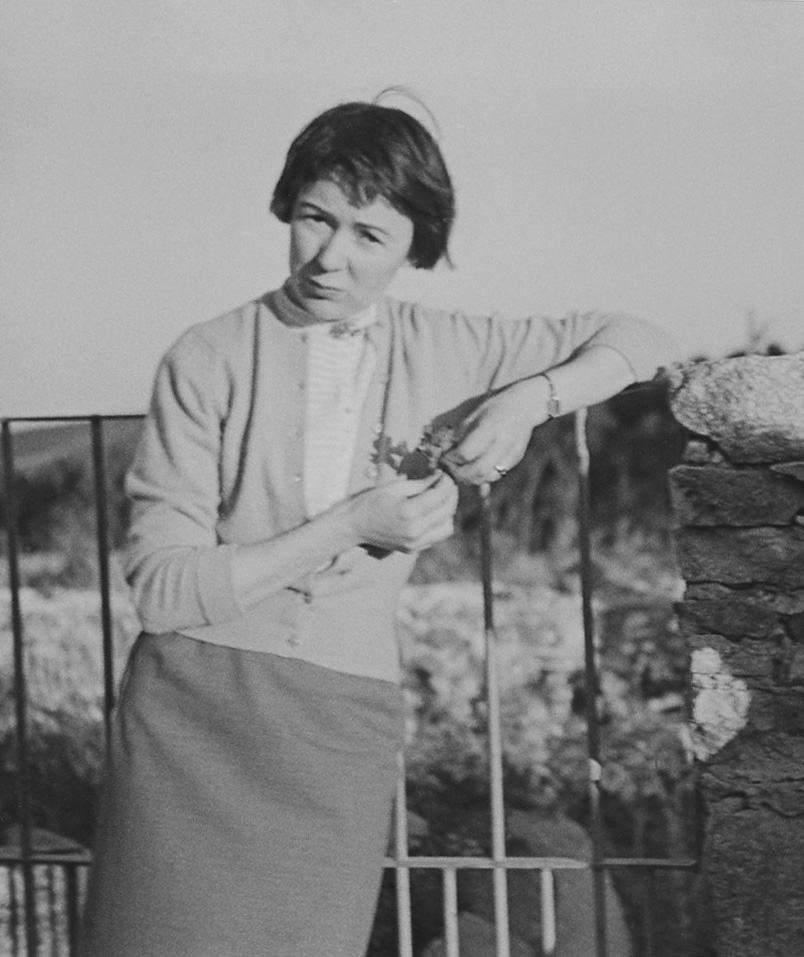
Maria Keil (1955)

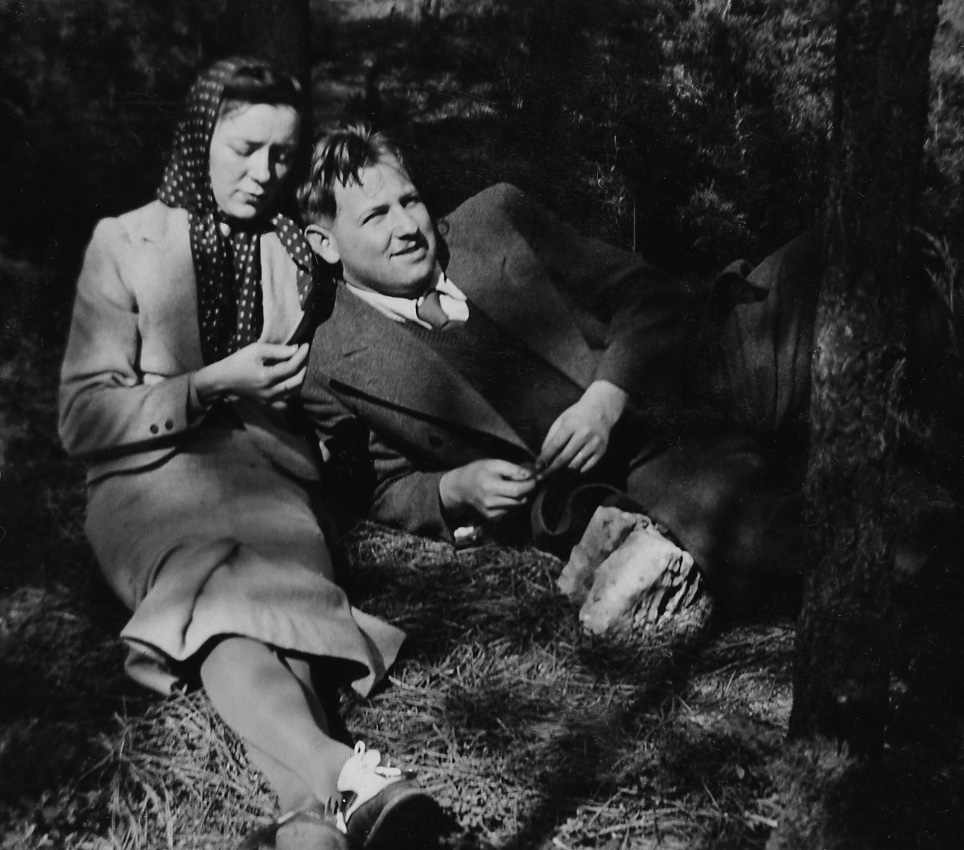
Maria Keil und Francisco Keil do Amaral (1938)

Maria Pires da Silva Keil do Amaral (* 9. August 1914 in Silves; † 10. Juni 2012 in Lissabon) war eine portugiesische Malerin.

## Werdegang
Ihre künstlerische Ausbildung erhielt Keil an der Escola Superior de Belas Artes (Kunsthochschule) in Lissabon, wo sie Schülerin des Malers Veloso Salgado war. Zunächst arbeitete Keil vor allem für die Werbung; sie gestaltete zahlreiche Plakate, Postkarten und Broschüren für portugiesische Unternehmen.
1933 heiratete sie den portugiesischen Architekten Francisco Keil do Amaral. Sie begleitete ihn daraufhin bei seinen Aufträgen, wobei sie teilweise ebenfalls beteiligt war. So entwarf Francisco Keil do Amaral den portugiesischen Pavillon für die Weltfachausstellung 1937 in Paris, Maria Keil war dabei für das Interieur zuständig. Bei der portugiesischen Weltausstellung 1940 war sie mit einer Wandmalerei vertreten, 1941 gewann sie den Prémio Revelação Amadeu de Sousa Cardoso für ein Selbstporträt.
Ihre größte Bekanntheit erlangte Maria Keil in den 1950er und 1960er Jahren. Die Stadt Lissabon beauftragte sie, die Bahnhöfe der 1959 eröffneten Metro Lissabon auszugestalten. Keil wählte dafür kleinformatige Azulejo-Fliesen und legte damit den Grundstein für eine Renaissance dieser damals als nicht mehr adäquat angesehenen Tradition Portugals. Für jede Station wählte sie ein spezielles Farbkonzept mit jeweils unterschiedlichen Formen und Mustern. Bis heute prägen diese neunzehn Bahnhöfe der 1950er und 1960er Jahre die Metro der portugiesischen Hauptstadt. Inzwischen haben andere Künstler Keils Idee aufgegriffen und weiterentwickelt, sodass auch weitere U-Bahnhöfe in Lissabon diesem Stil entsprechen. Auch Francisco Keil do Amaral war am Bau der Metro beteiligt; er war für die technische Planung der meisten Bahnhöfe des ursprünglichen Netzes zuständig.

## Galerie
Einige Werke Maria Keils:

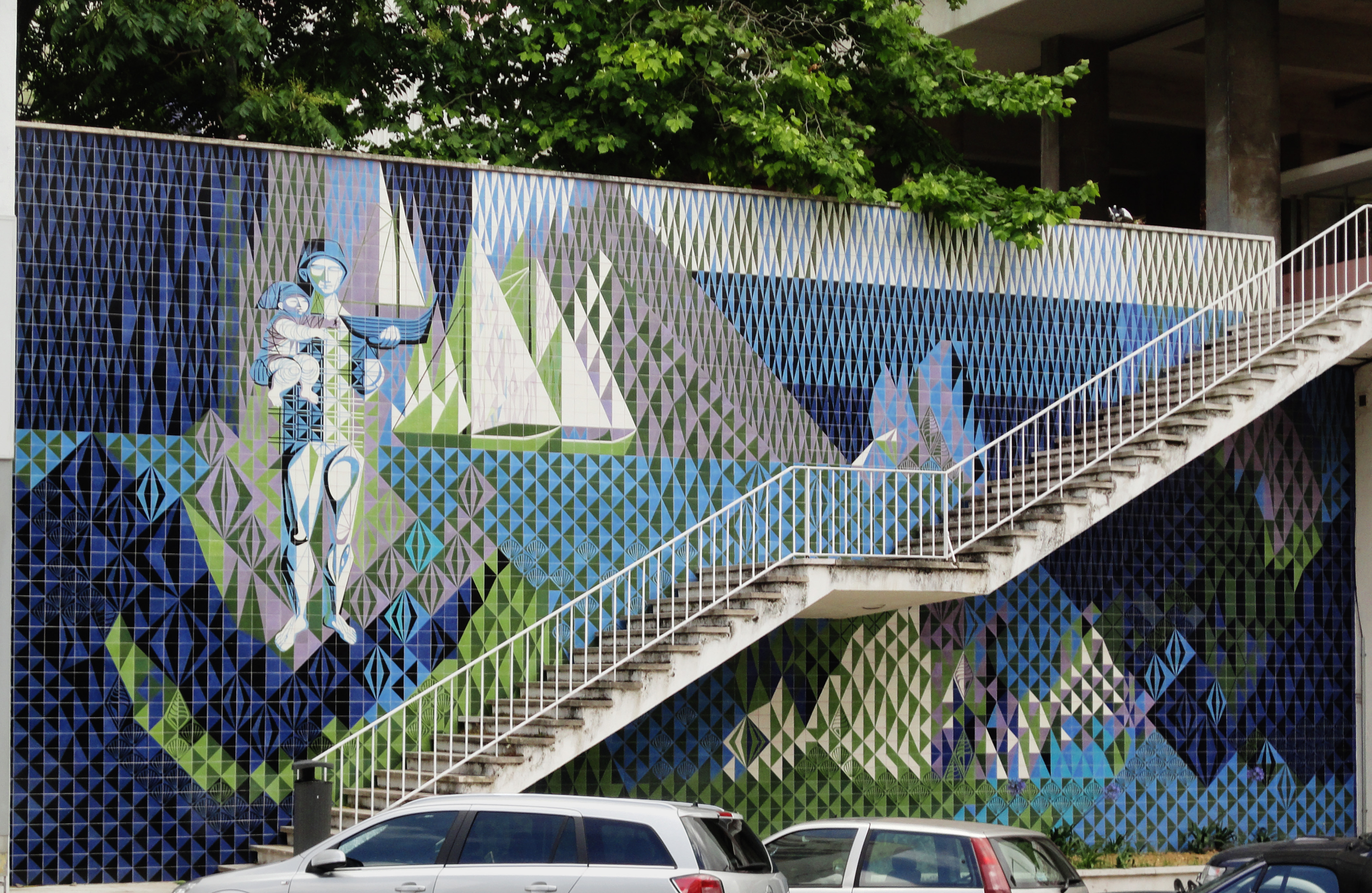
Das Meer, 1958–59, Azulejos, Av. Infante Santo, Lissabon
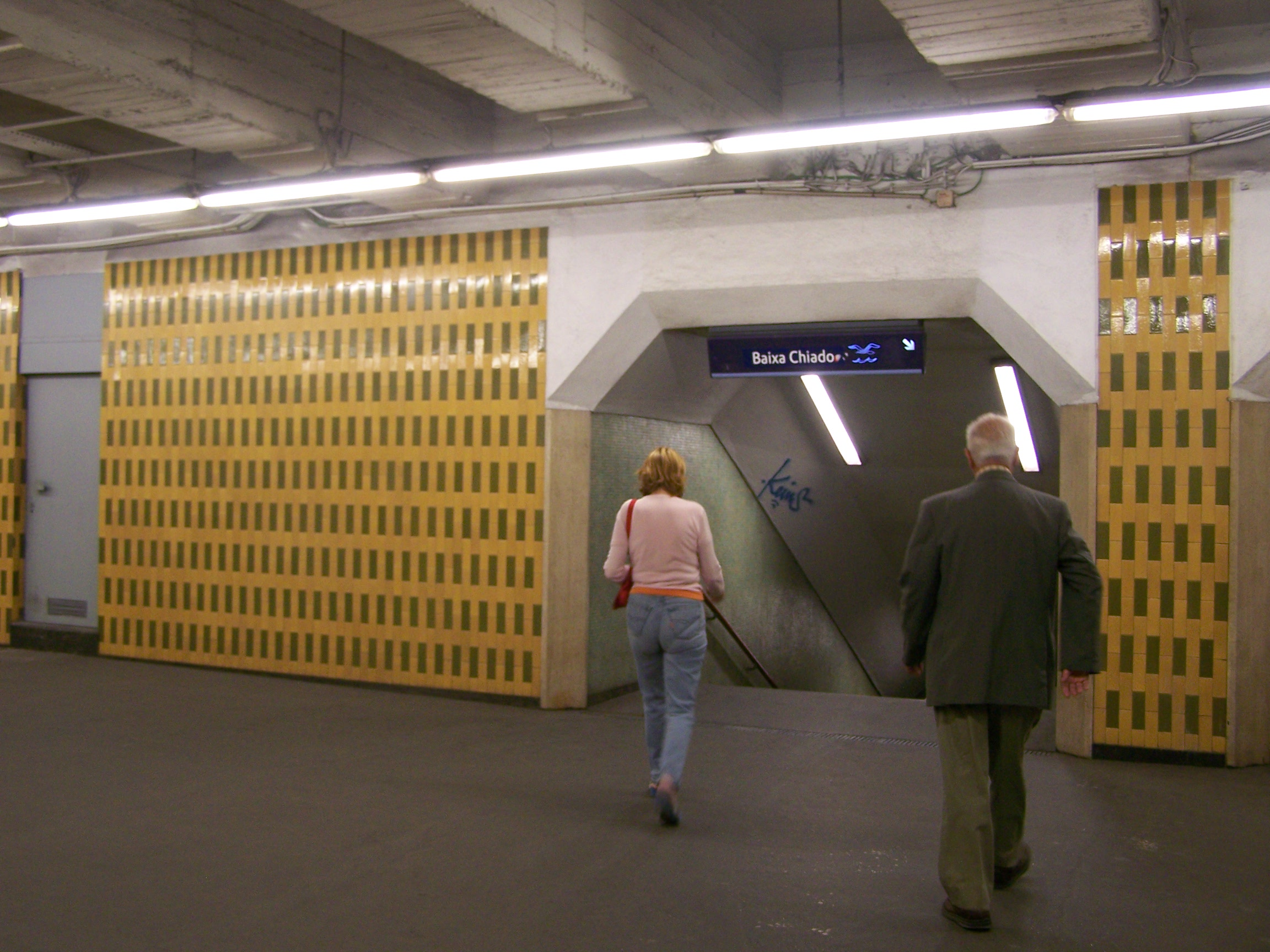
Wandgestaltung im Lissabonner Metrobahnhof São Sebastião
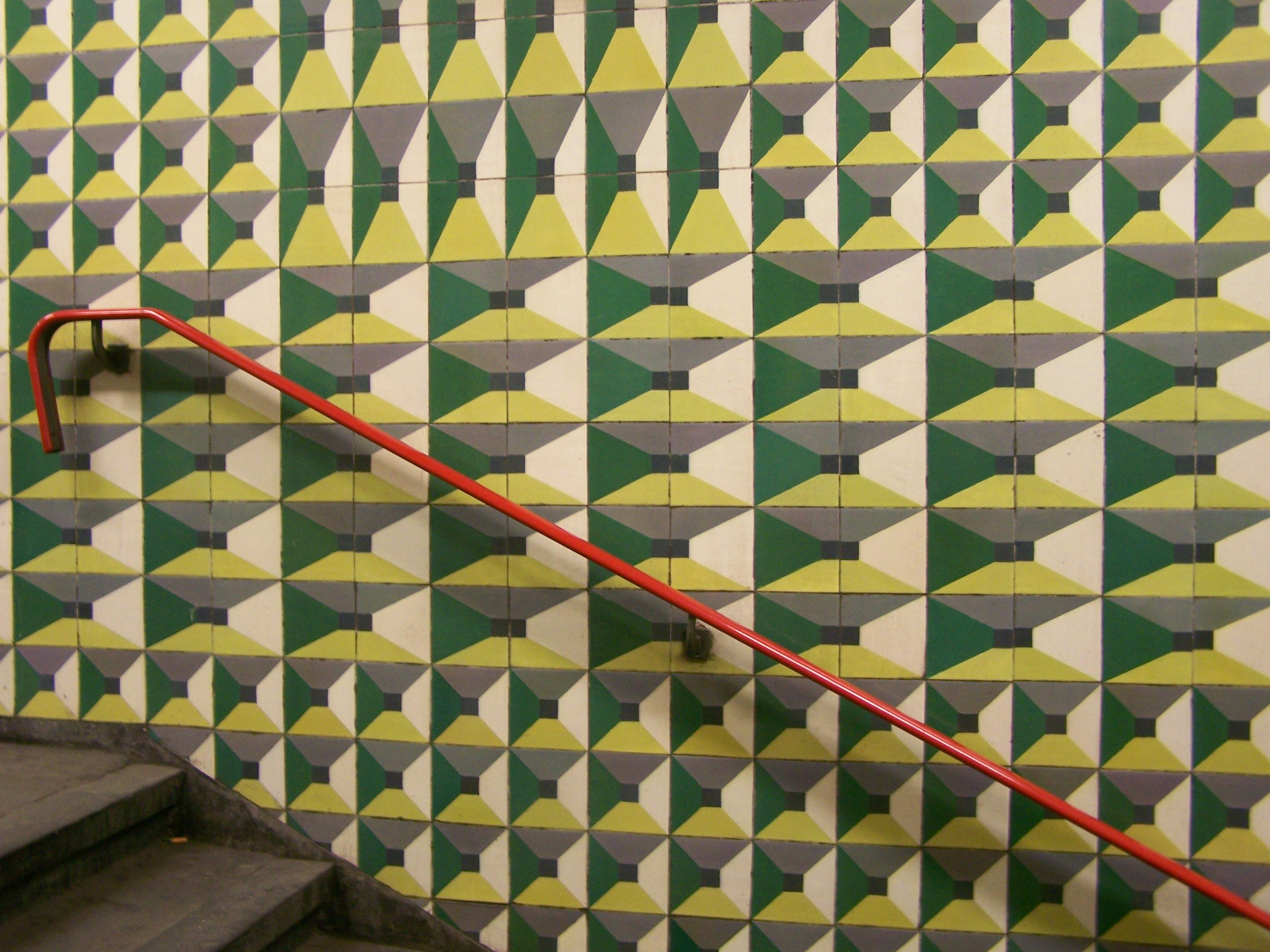
Wandgestaltung im Lissabonner Metrobahnhof Praça de Espanha
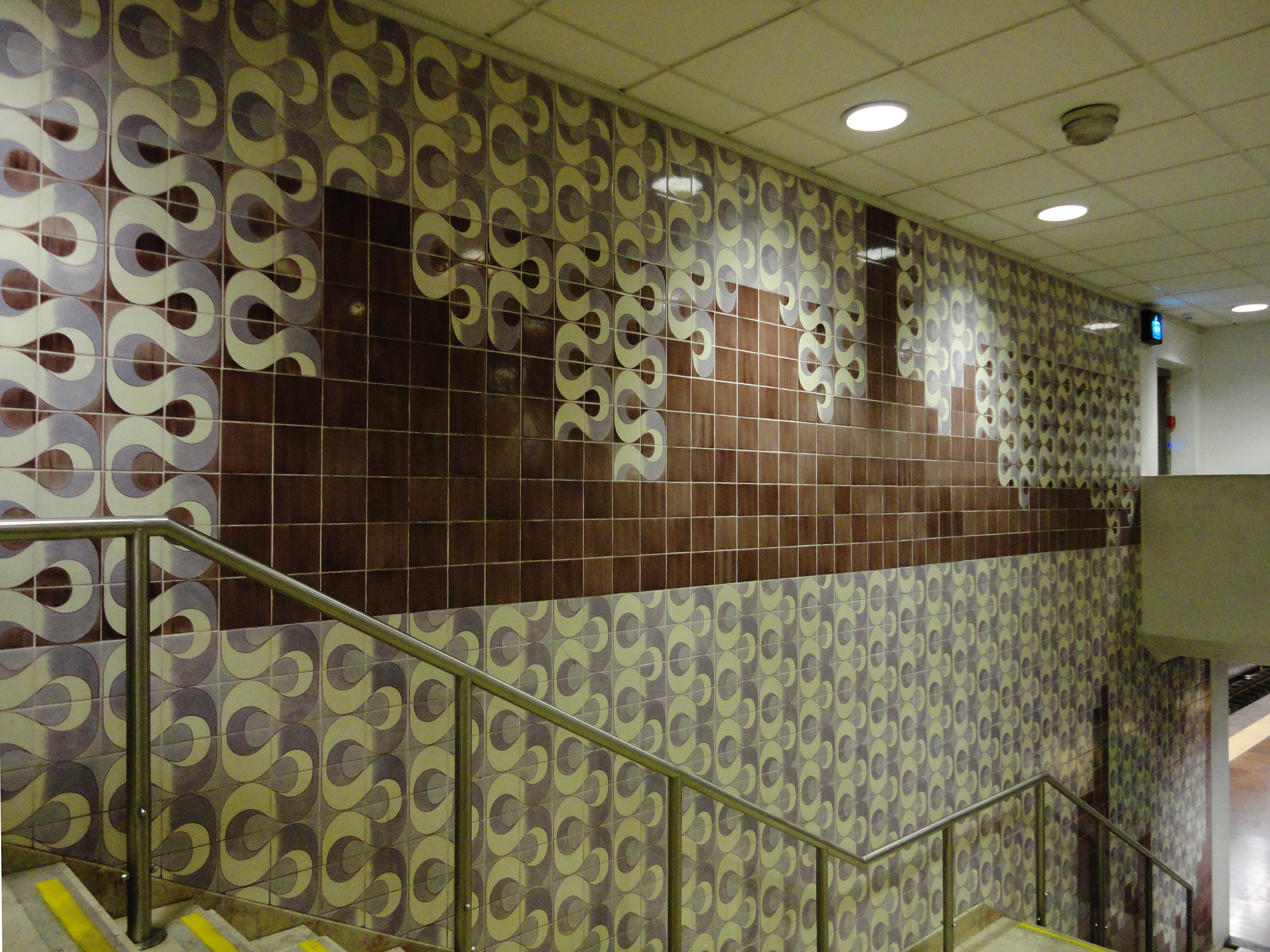
Azulejo-Wandgestaltung im Metrobahnhof Alvalade
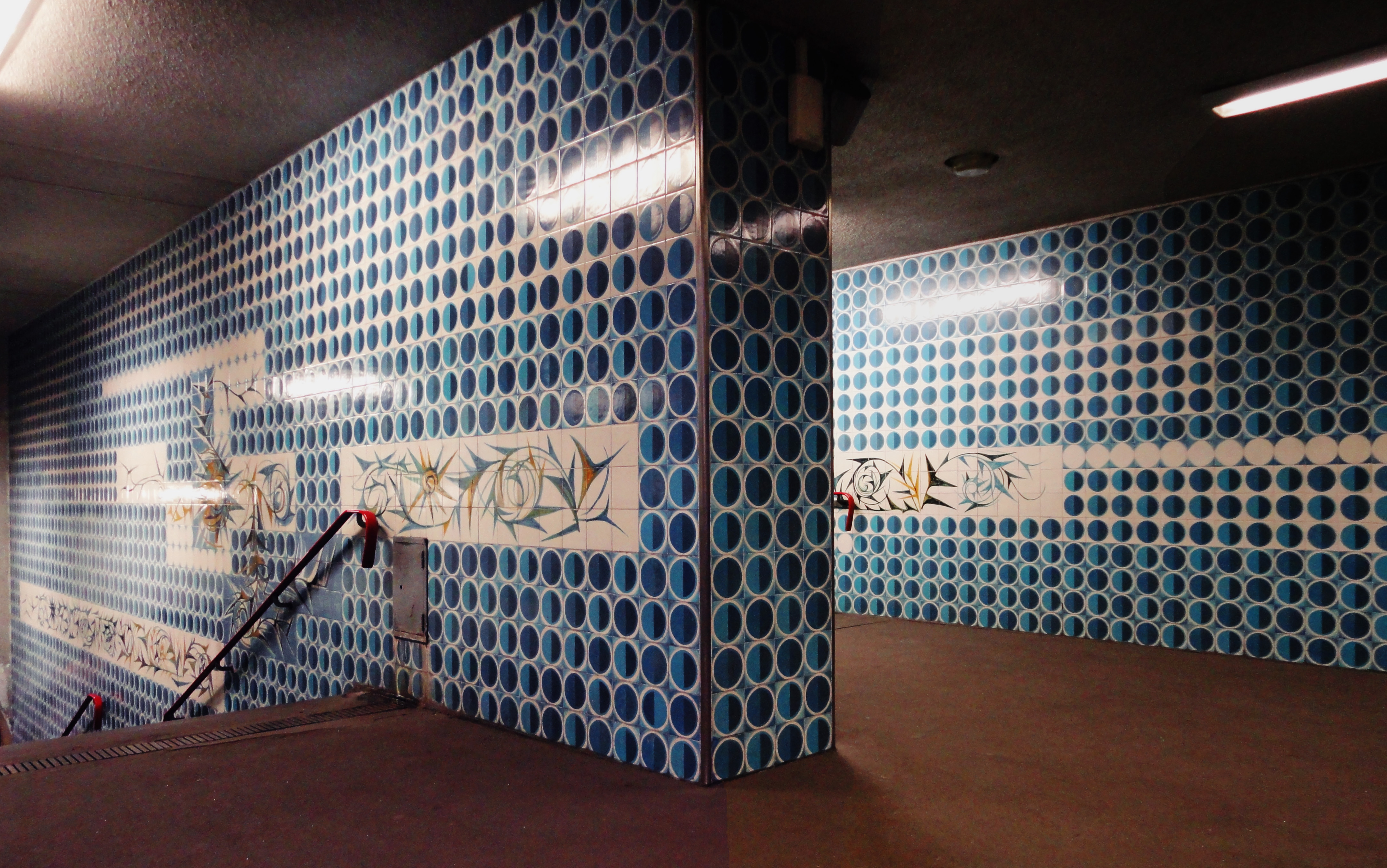
Azulejo-Wandgestaltung im Metrobahnhof Anjos